# Kallfjärden
Kallfjärden est une réserve naturelle marine située dans les communes de Luleå et Piteå, dans le comté de Norrbotten en Suède,,,.

## Présentation
La réserve est située à 14 kilomètres au nord-est du centre de Piteå et a une superficie de 16 016 hectares dont 15 632 hectares d'eau.
La réserve naturelle présente un très faible degré de développement, ce qui constitue un élément de plus en plus rare dans l'environnement archipélagique du comté de Norrbotten . La zone s'étend d'un archipel central plus influencé par l'eau douce à l'ouest jusqu'à un archipel extérieur au caractère plus marin à l'est. 
Dans la partie orientale de la réserve, à l'extrémité la plus éloignée de la mer, se trouvent un certain nombre de petits récifs et de hauts fonds dominés par des rochers, des pierres, du gravier et du sable
Les îles de la partie ouest de la réserve sont plus grandes et se composent principalement d'îles morainiques couvertes de conifères, entourées de nombreuses prairies de plage riches en espèces et de baies peu profondes riches en végétation. 
La zone constitue un environnement représentatif de l’archipel de Botnie, clairement influencé par des processus naturels tels que le soulèvement des terres, la fonte des glaces et l’action des vagues. 
De nouveaux hauts-fonds se forment dans une succession continue et sont caractérisés par l'action des vagues de la mer. 
Les baies peu profondes finissent par se transformer en lacs brillants qui ont perdu le contact avec la mer. De nombreuses baies abritées peu profondes, productives et riches en espèces, se trouvent dans la zone, ce qui constitue une caractéristique rare dans ce type d'environnement d'archipel exposé. Les plages adjacentes offrent des sites de nidification aux échassiers et autres oiseaux.

## Faune et flore
La réserve abrite une riche avifaune, avec un grand nombre d'espèces d'oiseaux nicheurs et de grandes colonies nicheuses de grèbes et de grands cormorans. 
Les îles de Peken, Patta Peken et Timmermannen ont été désignées zones d'observation des oiseaux.
La zone regorge de phoques. Dans la réserve se trouve l'un des rares lieux de rassemblement les plus grands du comté pour les phoques gris.  
Les forêts de la réserve naturelle présentent une grande variation naturelle. 
Le long des côtes des îles et sur les îles plus petites, on trouve de jeunes forêts d'altitude qui n'ont jamais été abattues. Dans la zone la plus proche de la mer, il y a généralement une étroite bordure d'arbres à feuilles caduques. En règle générale, la bordure des feuillus est dominée par l'aulne gris, mais elle compte aussi du bouleau et du sorbier. 
Au-dessus de la lisière des feuillus, la forêt de conifères se trouve sur les plus grandes îles, couvertes  principalement de forêts primaires. 
Ces forêts contiennent souvent de grandes quantités de bois mort, et les vieux arbres et le bois mort contiennent une riche flore d'espèces associées aux environnements forestiers primitifs. 
À côté des baies abritées, se trouvent de plus grands peuplements de forêts côtières de feuillus avec, entre autres, l'anguille grise, l'épinoche, le sorbier des oiseleurs et de nombreux arbres à feuilles caduques morts.